# 千葉県道210号飯岡停車場線
千葉県道210号飯岡停車場線（ちばけんどう210ごう いいおかていしゃじょうせん）は、千葉県旭市を走る一般県道。

## 概要
- 起点：旭市後草（総武本線 飯岡駅）
- 終点：旭市三川（千葉県道122号飯岡片貝線交点）

## 通過する自治体
- 旭市

## 交差・接続する道路
- 千葉県道71号銚子旭線 - 旭市後草
- 国道126号飯岡バイパス - 旭市三川（広原交差点）
- 千葉県道122号飯岡片貝線 - 旭市三川（終点）